# 船乗り猫

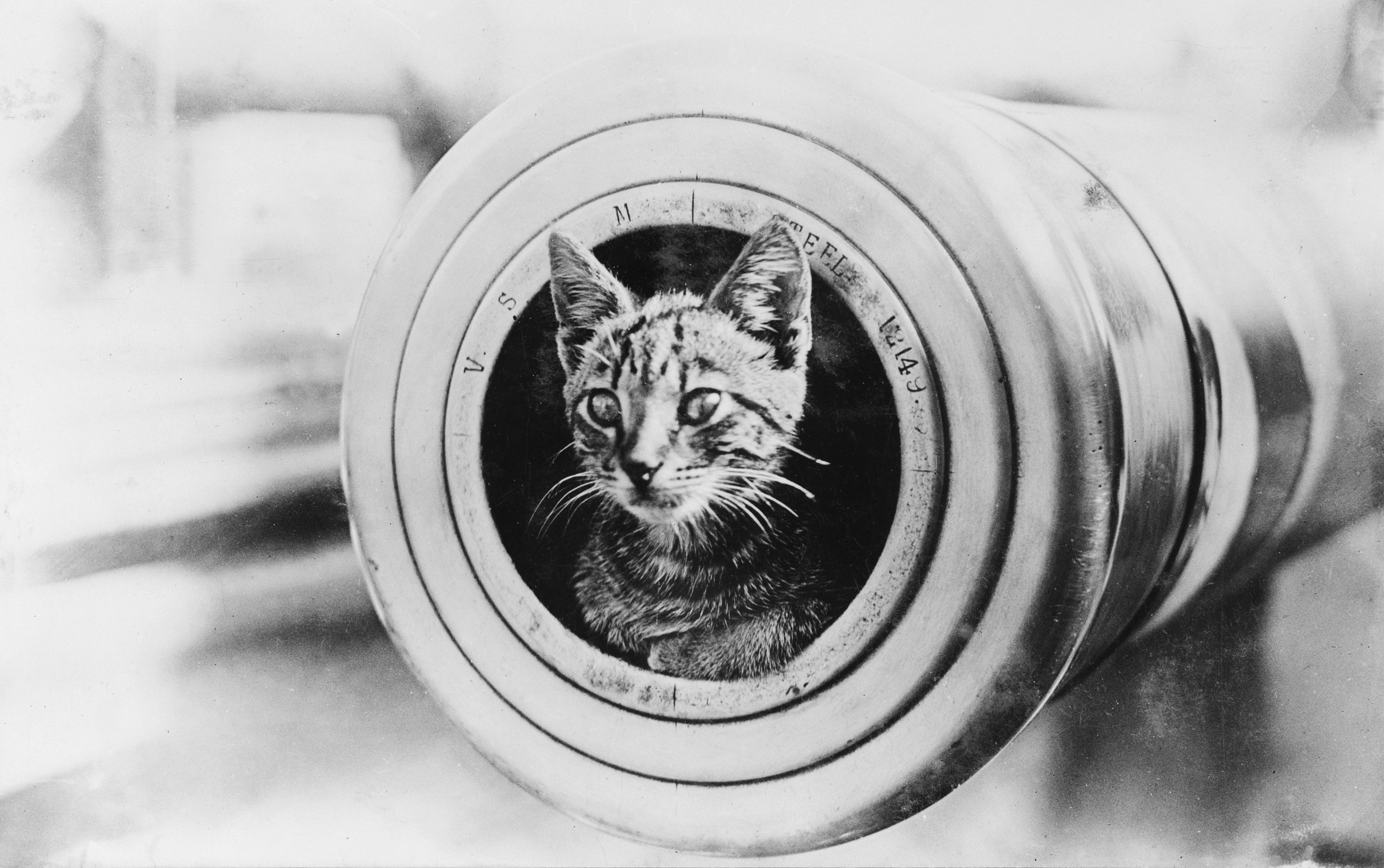
第一次世界大戦時のオーストラリア海軍防護巡洋艦エンカウンターの船乗り猫。6インチ砲の砲口内に座り込んだ様子。

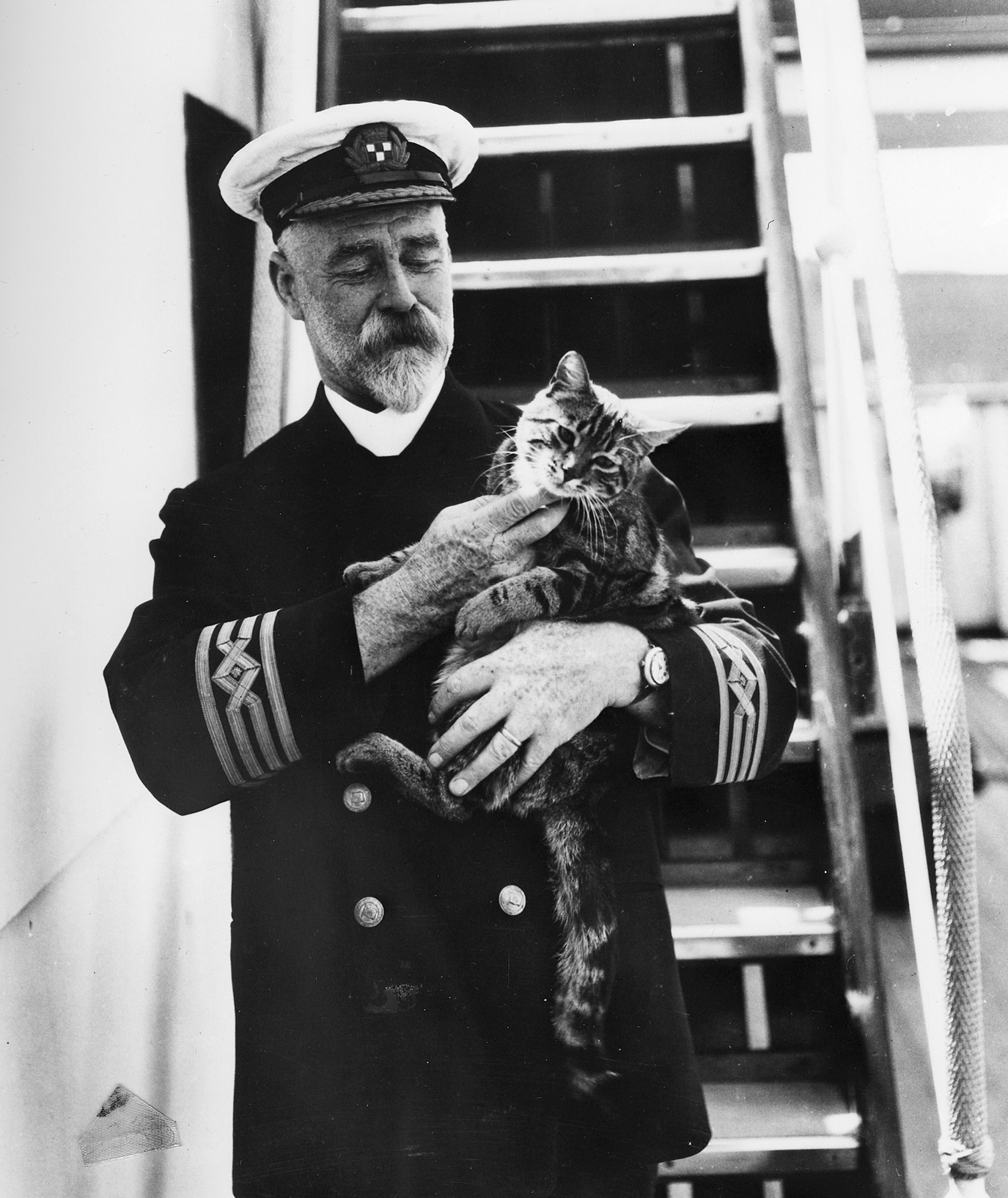
客船エンプレス・オブ・カナダのA・J・ヘイリー船長と猫。1920年代。

船乗り猫（ふなのりねこ、英語: Ship's cat）は、船で飼われる猫。船乗り猫は、古代から、多くの商船や探検船、海軍艦艇にとってありふれた存在であった。猫は様々な理由、特にネズミを捕まえるため船に乗せられてきた。ネズミは船のロープや木製品、電線を噛んで傷つける。また、乗組員の食料を食べ、穀物などの積荷に経済的な被害を与えた。そして長期間海上にいる船にとって危険な病気の媒介者でもあった。ネズミノミはペストを媒介し、船のネズミは黒死病の主な拡大要因であると信じられていた。
猫には齧歯動物を攻撃し殺す本能がある。そして、新しい環境に適応する生まれつきの能力が船上生活に適していた。加えて、家を離れた船乗りたちに、仲間付き合いや家族、安心、友情の意識を与えた。

## 歴史
猫の家畜化は、約9,000年前の近東の農場にさかのぼると信じられている。古代エジプト人は川岸沿いの茂みにいる鳥を捕まえるため、猫をナイルボートに乗せていた。2017年のミトコンドリアDNA研究で、猫は最初に家畜化された後2-3千年で、古代エジプトから海上交易路沿いに広まったと示唆されている。2016年9月に出された遺伝子研究の予備調査結果では、猫はネズミを捕まえるために交易船に乗せられ、その慣習が8世紀から11世紀ごろの北ドイツにおけるヴァイキングを含む、多くの国の交易商人に採り入れられたと結論付けている。ノルウェージャンフォレストキャットは、ヴァイキングの船乗り猫から誕生したと信じられてきた在来種である。15世紀から18世紀の大航海時代には、帆船が土着の猫を他の世界のあらゆるところへ拡散させた。

## 猫と迷信
猫は神として崇敬され、魔力を持つ動物と言われてきた。そして船乗りの世界で、多くの神話や迷信が広まった。
猫には神秘的な能力があり、天候を変える力があると信じられた。イギリスでは黒猫を乗せると縁起が良いとされ、漁師の妻が黒猫を飼う地域もあった。猫が船上で船乗りに近づけば幸運の印、途中で止まったり、後ずさりするなら不幸の印と信じられた。猫がその尻尾に蓄えた魔力で嵐を呼ぶことができるという俗信も良く知られていた。もし船乗り猫が水中に落ちたり投げられたりしたなら、船を沈めるような激しい嵐を呼び、船が生き延びることができても9年間は呪われると考えられた。このほかにも、猫が毛並みに逆らって毛を舐めたなら雹や嵐に、くしゃみをしたら雨、元気に駆け回るなら風が吹くという俗信もあった。
日本においても、昔は必ず猫を船で飼った。猫が眠れば海が穏やかに、騒げば時化になり、また、荒天で方向が分からなくなっても猫は北を向くので磁石代わりになる、と信じられた。特に貴重な三毛猫のオスを飼っていれば航海は絶対安全とされ、競って入手しようとした。
これらの説のいくつかは事実に基づく。とても敏感な内耳を持つ猫は、天候のわずかな変化に気づき、また落下時に真っすぐ立つことができる。悪天候の前兆である気圧の低下は、しばしば猫を神経質や落ち着かなくさせる。
また、多指症の猫は害獣を捕まえるのがうまく、追加の指により海上でバランスを取りやすいと考えられ、船乗り猫として扱う地域もある。

## 有名な船乗り猫

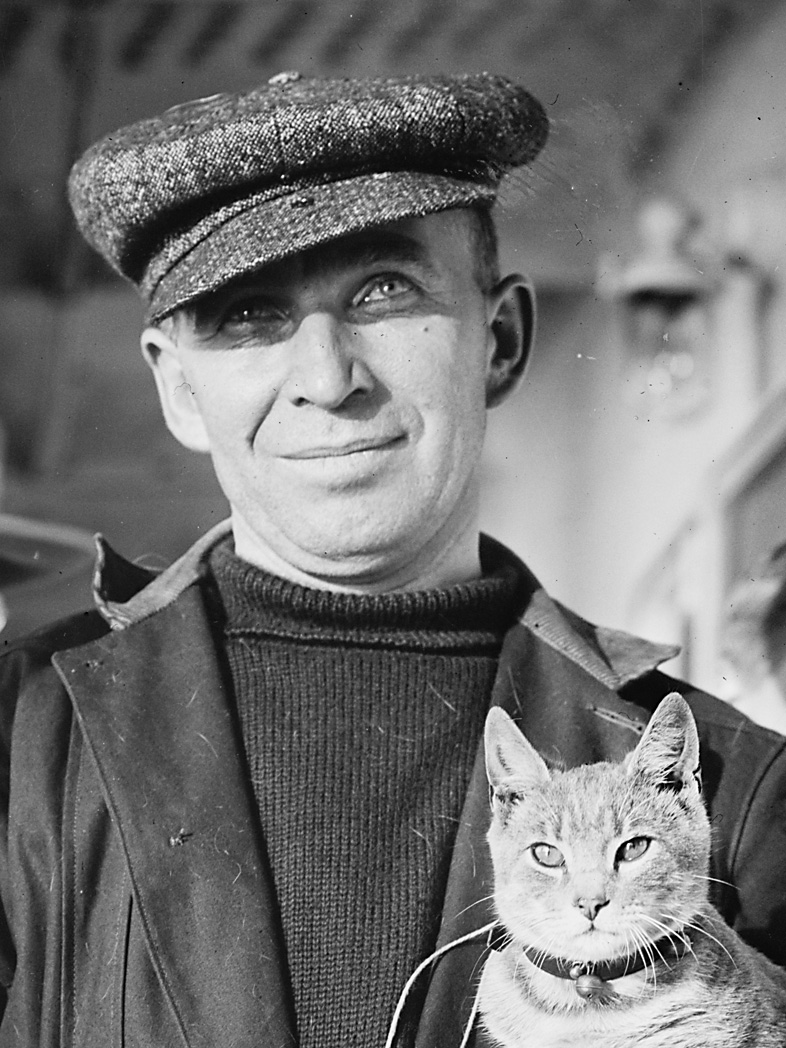
M.Vanimanとキッドー

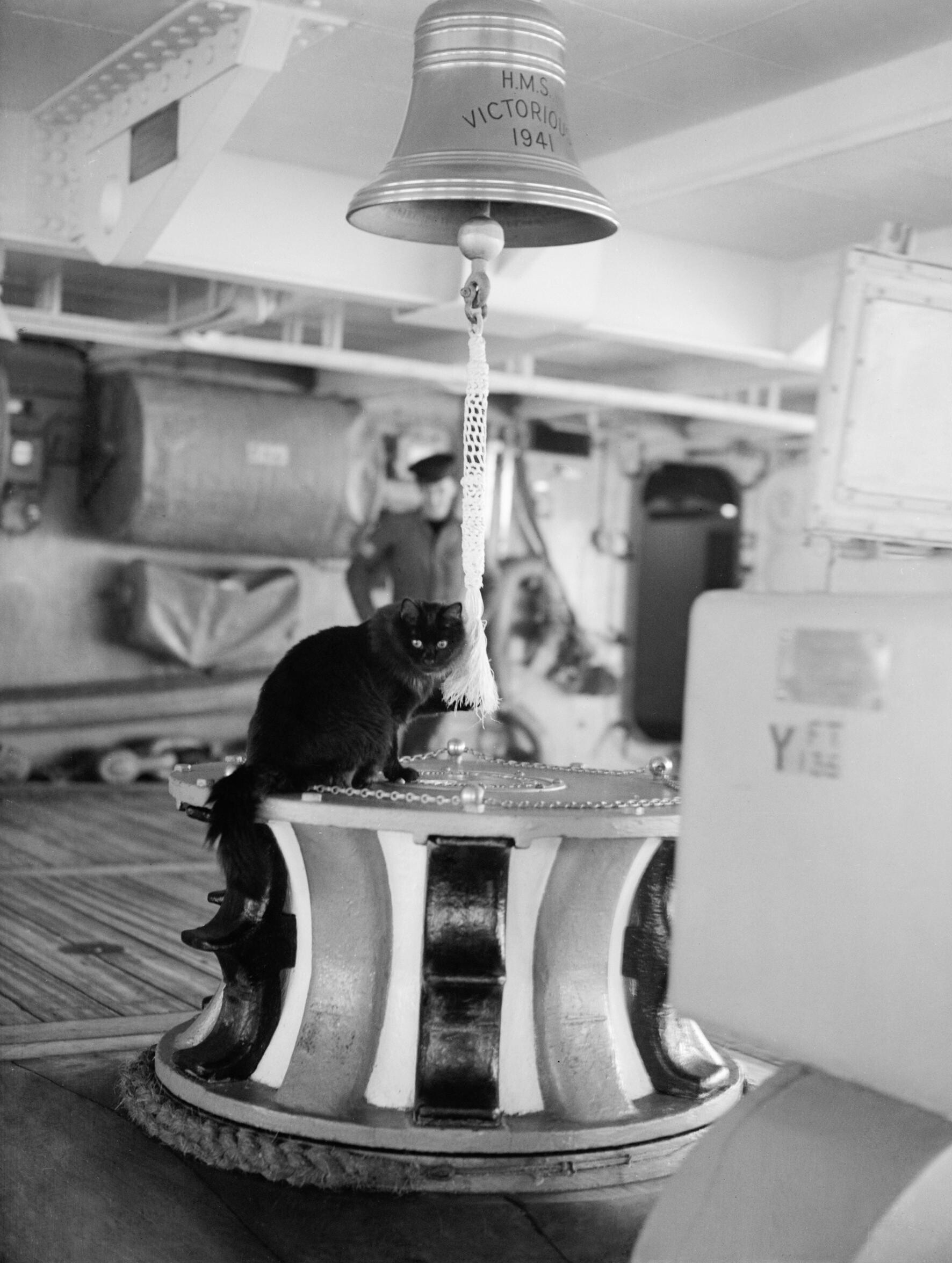
空母ヴィクトリアス上の持ち場にいるティドルズ。

船乗り猫が広まり、多くの著名な船乗り達によって猫の記録が書かれた。第二次世界大戦が勃発し、マスコミによる報道と、世界中の海軍が活発的であったこともまた、多くの船乗り猫を有名にした。

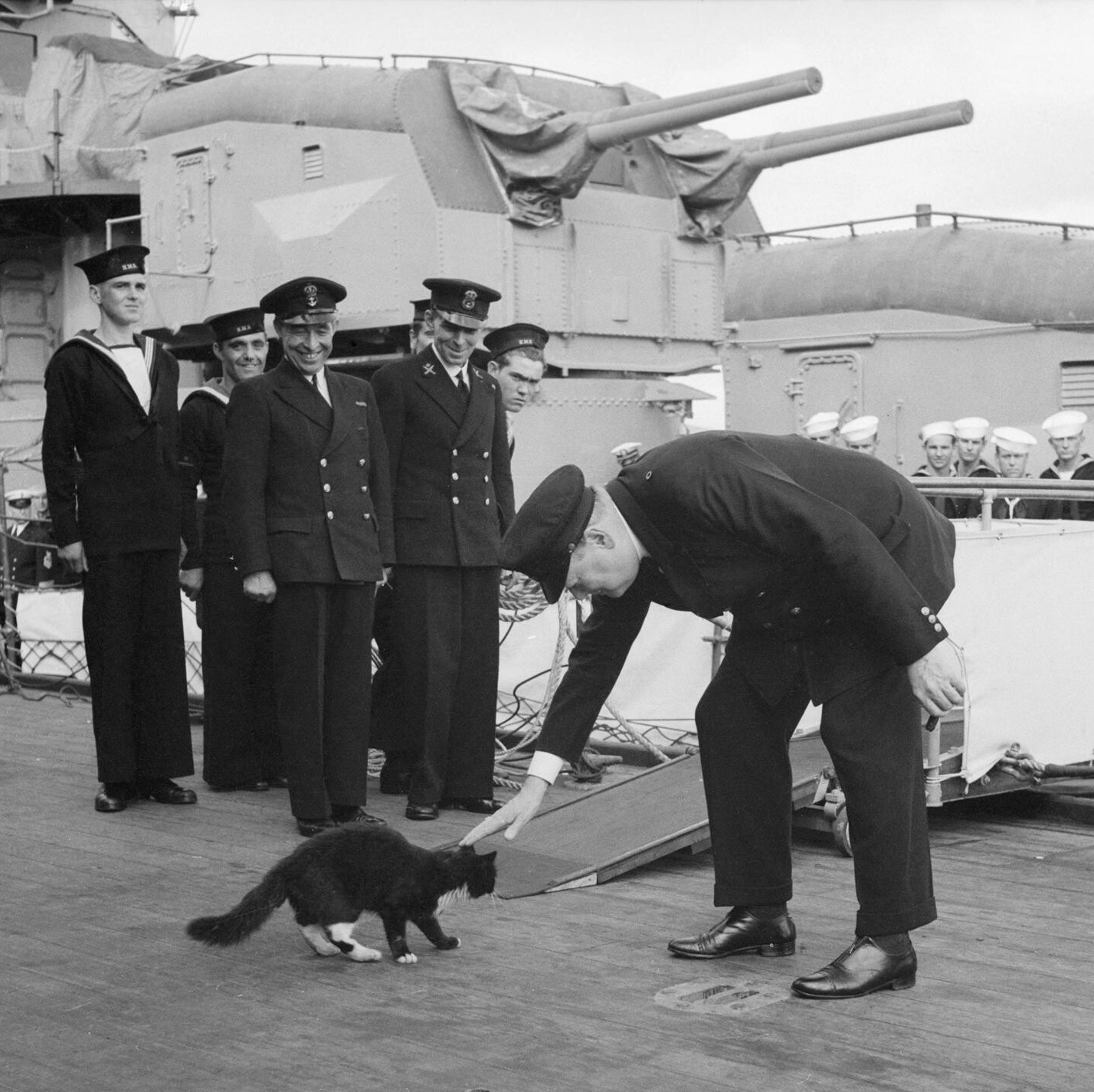
駆逐艦マクドゥーガルからプリンス・オブ・ウェールズへ乗船した際にブラッキーの頭を触るウィンストン・チャーチル

ブラッキー

ブラッキー（Blackie）は、イギリス海軍の戦艦プリンス・オブ・ウェールズの船乗り猫である。第二次世界大戦中、1941年8月に、密かにアメリカ合衆国大統領フランクリン・ルーズベルトと数日間会うため、イギリス首相ウィンストン・チャーチルをプリンス・オブ・ウェールズがニューファンドランドのアルジェンシャ海軍基地へ運んだ後、世界的な名声を得た。この会談は大西洋憲章の宣言に結び付いたが、チャーチルがプリンス・オブ・ウェールズを下船しようとしたとき、ブラッキーが近づいた。チャーチルは立ち止まってブラッキーに別れの挨拶をし、その瞬間の写真が全世界に報じられた。この訪問の成功に敬意を表して、ブラッキーはチャーチルに改名された。同年12月にプリンス・オブ・ウェールズがマレー沖海戦で大日本帝国海軍航空隊に沈められたときブラッキーは生き残り、生存者とともにシンガポールへ連れていかれた。翌年イギリス軍がシンガポールから撤退した際にブラッキーは見つからず、その後の消息は不明である。
カモフラージュ
カモフラージュ（Camouflage）は、第二次世界大戦中の太平洋戦線におけるアメリカ沿岸警備隊の戦車揚陸艦の船乗り猫である。カモフラージュは艦上で敵の曳光弾を追いかけることで知られていた。
チブレイ
チブレイ（Chibley）は、トールシップピクトン・キャッスルの船乗り猫である。チブレイは動物保護施設から助け出され、世界一周を5回した。訓練船となったピクトン・キャッスルでチブレイは、多くの訪問者に紹介され有名になった。チブレイは2011年11月10日にノバスコシア州ルーネンバーグで死んだ。生涯で18万マイル超を旅した。

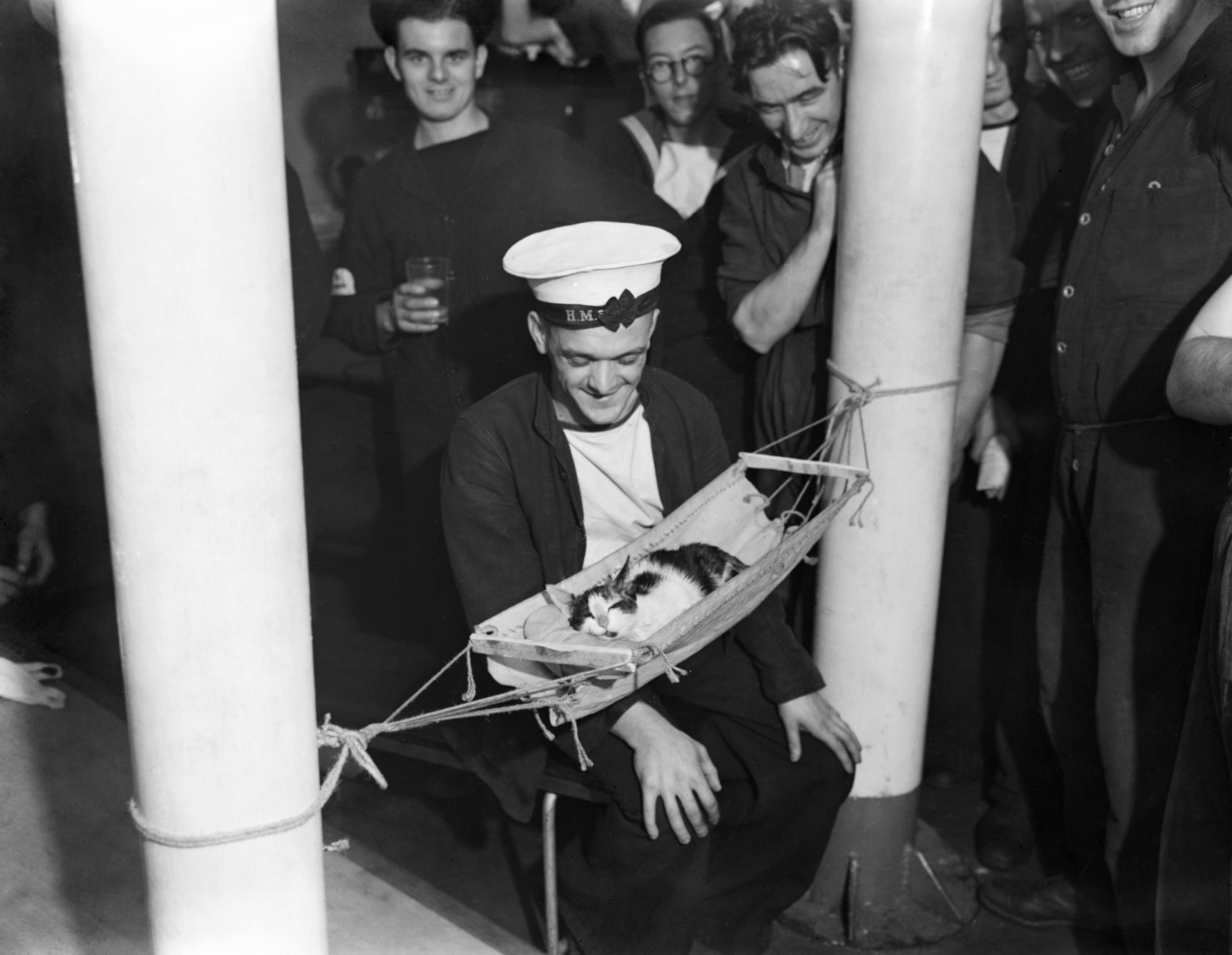
ハーマイオニーのハンモックで眠るコンボイ。

コンボイ
コンボイ（Convoy）はイギリス海軍の軽巡洋艦ハーマイオニーの船乗り猫である。幾度も輸送船団護衛の船に乗ったことから、その名前が付けられた。コンボイは船員名簿に記載され、眠るための小さなハンモックを含め完全装備が与えられた。コンボイは、1942年6月16日、ハーマイオニーがドイツ軍潜水艦U-205の魚雷攻撃により沈没したとき戦死した。
エミー
エミー（Emmy）は客船エンプレス・オブ・アイルランドの船乗り猫である。トラネコのエミーは航海には必ず乗っていた。しかし1914年5月28日、ケベック停泊中にエミーは船から逃走した。船員がエミーを船に戻したが、自分の子猫を置き去りにして再びいなくなった。エンプレス・オブ・アイルランドはエミーを乗せずに出港したが、悪い予兆であった。翌朝早く、エンプレス・オブ・アイルランドはセントローレンス川河口を霧の中を航行中に石炭船ストールスタッドと衝突。すぐに沈没し、1,000人以上が死亡した。
フェリックス
フェリックス（Felix）は、1957年に、第二次世界大戦後のイギリスとアメリカの連帯の象徴として、イギリスのデヴォンからアメリカ合衆国マサチューセッツ州プリマスまで航海したメイフラワー2世号の船乗り猫である。フェリックスは専用の救命胴衣を与えられ、事故で足の骨を折り、船医の治療を受けた。アメリカ到着後、『ナショナルジオグラフィック』や『ライフ』、『ヤンキー』にフェリックスの写真や記事が載った。フェリックスと船員たちはニューヨークでティッカー・テープ・パレードを行い、その夏、東海岸を巡った。フェリックスは最終的にキャビンボーイのガールフレンドであるアン・ベリー（Ann Berry）に譲られ、マサチューセッツ州ウォルサムで暮らした。メイフラワー2世号の現船長は『Felix and his Mayflower II Adventures』と題した子供向けの本を書いた。この本は航海15周年記念にプリマス・プランテーションで出版された。
ジェニー
ジェニー（Jenny）は、豪華客船タイタニックの船乗り猫であり、タイタニック号沈没事故で生き残った船員の話の中で触れられている。ジェニーは姉妹船であるオリンピックからタイタニックへ移され、同船がサウザンプトンを出港する1週間前に子猫を産んだ。ジェニーと子猫は普段厨房で暮らし、食料係が世話をし残飯を与えた。乗客係のバイオレット・ジェソップは回顧録で、ジェニー一家について「ジェニーに愛情を注いでいた皿洗いのジムの承認を常に求め、その近くで寝ていた」と記している。ジェニーと子猫はタイタニックとともに海に沈んだ。
キッドー
キッドー（Kiddo）は、1910年に飛行船アメリカ号がアトランティックシティから大西洋横断に挑戦した際に飛行船に忍び込んだとみられている猫である。キッドーは最初動揺していたが、やがて落ち着き、気圧計より正確に悪天候を予測した。バミューダ諸島近くで飛行船のエンジンが停止し、英国郵便船トレントを見つけたとき、乗員とキッドーは飛行船から救命ボートに乗り移った。その後キッドーは船乗り猫でなくなり、アメリカ号の挑戦を行ったアメリカ人ジャーナリストで探検家、パイロットのウォルター・ウェルマンの娘エディス・ウェルマン・アインスワース（Edith Wellman Ainsworth）に飼われた。

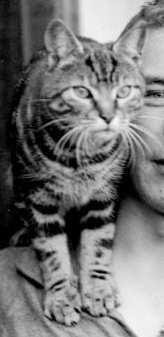
ミセス・チッピー

ミセス・チッピー（Mrs. Chippy。オス猫）は、アーネスト・シャクルトン率いる帝国南極横断探検隊の船エンデュアランス号の船乗り猫である。エンデュアランス号が南極で氷に囲まれて破壊されたとき、シャクルトンはこの先の過酷な旅で動物たちを飼い続けることはできないと判断し、ミセス・チッピーは射殺された。
ナンセン
ナンセン（Nansen）はベルギー南極遠征で使われた探検船ベルギカの船乗り猫である。ナンセンはキャビンボーイのヨハン・コレン（Johan Koren）により船に乗せられ、フリチョフ・ナンセンの名前を取って命名された。ナンセンは1898年6月22日に死亡し、南極に埋葬された。

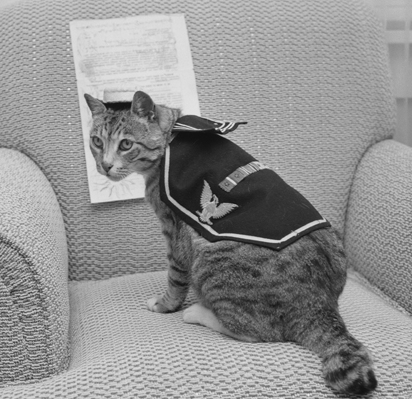
制服を着たプーリ。1959年7月4日、15歳の誕生日に。

プーリ
プーリ（Pooli）は第二次世界大戦中にアメリカ軍の攻撃輸送艦に乗った猫である。プーリは3つの略綬と4つの従軍章を授与された。
リンダ
リンダ（Rinda）はもと第二次世界大戦中に魚雷攻撃で沈没したノルウェーの貨物船リンダの船乗り猫であった。生き残った船員はリンダが救命艇にいないことに気づくと夜の海を漕ぎまわり、ようやく遠方に痛ましい猫の鳴き声を聞いた。「我々は懸命に漕ぎ続けた。そしてずぶ濡れの猫を救い上げたとき笑い、泣いた。」そして救助した船、イギリス海軍の武装トロール船「ピクト（Pict）」の船乗り猫となり、元の船にちなみリンダと名付けられた。
サイモン
サイモン（Simon）は、イギリス海軍のスループ艦アメジストの船乗り猫である。1949年のアメジスト号事件で、同船は砲撃により船長を含む乗員25名が死亡しサイモンも負傷した。サイモンは間もなく回復し、再びネズミ捕りと船員の士気を保った。サイモンはイギリスにもどった後、Able Seacat（熟練船乗り猫、または二等水兵猫）に昇進し人気者になった。後に感染症で倒れ、間もなく死んだ。サイモンには賛辞が送られ、その死亡記事がタイムズに掲載された。死後に、猫で唯一となるディッキンメダルを授与され、海軍の最高の儀礼をもって埋葬された。
タラワ
タラワ（Tarawa）はタラワの戦いでアメリカ沿岸警備隊によりトーチカから助け出された子猫である。タラワは戦車揚陸艦のペットとなったが、同じペットのコディアック（Kodiak）という犬と仲良くならず、船から陸へ逃げた。
ティドルズ
ティドルズ（Tiddles）はイギリス海軍の航空母艦の船乗り猫である。ティドルズはアーガスで生まれ、次にヴィクトリアスに乗船した。ティドルズは、お気に入りの持ち場である船尾のキャプスタンで、引綱で遊ぶところをよく見かけられた。ティドルズは最終的に30,000マイル (48,000 km)超を旅した。
トリム
トリム(Trim)は、1801年から1803年にオーストラリアの海岸線を一周し地図を作成するため、マシュー・フリンダースの指揮で航海を行った船団の船乗り猫である。トリムは船員のお気に入りであり、オーストラリアを周航した最初の猫となった。トリムは死ぬまでフリンダースとともにいた。数多くの文学作品に取り上げられ、称賛の銅像がいくつも立てられた。うち一つはシドニーのニューサウスウェールズ州立図書館の窓敷居に置かれている。
不沈のサム
元の名前はオスカー（Oscar）で、ドイツ軍の戦艦ビスマルクの船乗り猫であった。ビスマルクが1941年5月27日に沈没した際、2,200名を超える乗員のうち116名だけが生き残った。オスカーは（ビスマルクを沈めた船の一隻である）イギリス軍駆逐艦コサックに救助された。コサックはわずか数か月後、魚雷攻撃を受けて10月27日に沈没。乗員159名が死亡したが、オスカーは再び生き残って救助され、ジブラルタルへ運ばれた。次に空母アーク・ロイヤルの船乗り猫となったが、アーク・ロイヤルは同年11月に魚雷攻撃で沈没した。オスカーは再び救助されたが、その際、陸上に住み家を移すことにされ、新たにジブラルタル総督事務所のネズミ捕り猫となった。3隻の沈没から生き延びたことから、現在に至るまで不沈のサムとして知られる。最後はイギリスに行き、「船乗りの家（Home for Sailors）」で余生を過ごした。グリニッジにある国立海事博物館の個人コレクションにオスカーの写真がある。
たけし
たけしは、日本の第一次南極地域観測隊の船乗り猫である。遺伝的に希少なオスの三毛猫で、宗谷の日本出発直前に隊員に預けられた。名前は南極への航海中に隊員が付けたもので、永田武観測隊長の名前から取られた。たけしは南極の昭和基地で越冬し、翌年、第二次観測隊を乗せた宗谷が基地に近づけずタロとジロほかの樺太犬が置き去りにされた際、犬と比べて体重が軽かったことから放置されず、隊員とともに空路にて宗谷に帰還した。調査隊が日本に帰国した後、隊員の一人が引き取ったがいなくなり、その後の消息は不明である。

## 現代
イギリス海軍は衛生上の観点から、1975年に猫や他のペットを洋上の船に載せることを禁止し、商船においても2年後に同様の措置が取られたが、個人の船では船乗り猫は今でもよく見かける。
著名な例がカルマー・ニッケルの熟練船乗り猫、公式な准士官の「船長補佐」になった、ツールボックス（Toolbox、道具箱で生まれた野ネコ）である。ツールボックス自身が有名になり、2冊の本で採り上げられた。
ロシア海軍では現代においても、多くの海軍艦艇で猫が飼われている。
日本では2010年代後半の一時期、内航船に乗るカンパチ船長がSNSから話題になり、ネットメディアや雑誌などでも取り上げられベスト内航船船員賞を受賞した。

## 創作
『The Ship's Cat』と題する本が少なくとも2冊ある。一つはリチャード・アダムスとアラン・オルドリッジによる1977年に出版された子供向けの本『女王陛下の船乗り猫』で、もう一つはジョック・ブランディスが2000年に出した小説である。ブライス・コートネイの2002年の小説『マシュー・フリンダースの猫（Matthew Flinders' Cat）』は、オーストラリアを周航した猫トリムの話を採り上げている。ジャン・フリッツが1954年に出した子供向けの本『フィッシュヘッド（Fish Head）』では、名祖となった猫が偶然船乗り猫となる。
サイエンス・フィクションにおいて、船乗り猫の居場所は宇宙船に置き換えられてきた。有名な例には、コードウェイナー・スミスの1955年の短編小説『鼠と竜のゲーム』や、イート（Eet）という名前のテレパシー能力を持つ猫が登場するアンドレ・ノートンの1968年の小説『ゼロ・ストーン』がある。ロバート・A・ハインラインの『ウロボロス・サークル』には、語り手とともに宇宙で様々な冒険の旅をするピクセル（Pixel）という猫が登場する。
映画では、『エイリアン』(1979年)とその続編『エイリアン2』(1986年)に、宇宙貨物船ノストロモ号に乗るジョーンズ（ジョネシー）が登場する。
美術界でも、日本の現代美術作家ヤノベケンジが、2017年に『SHIP'S CAT』という作品を製作している。